# Knippsmed

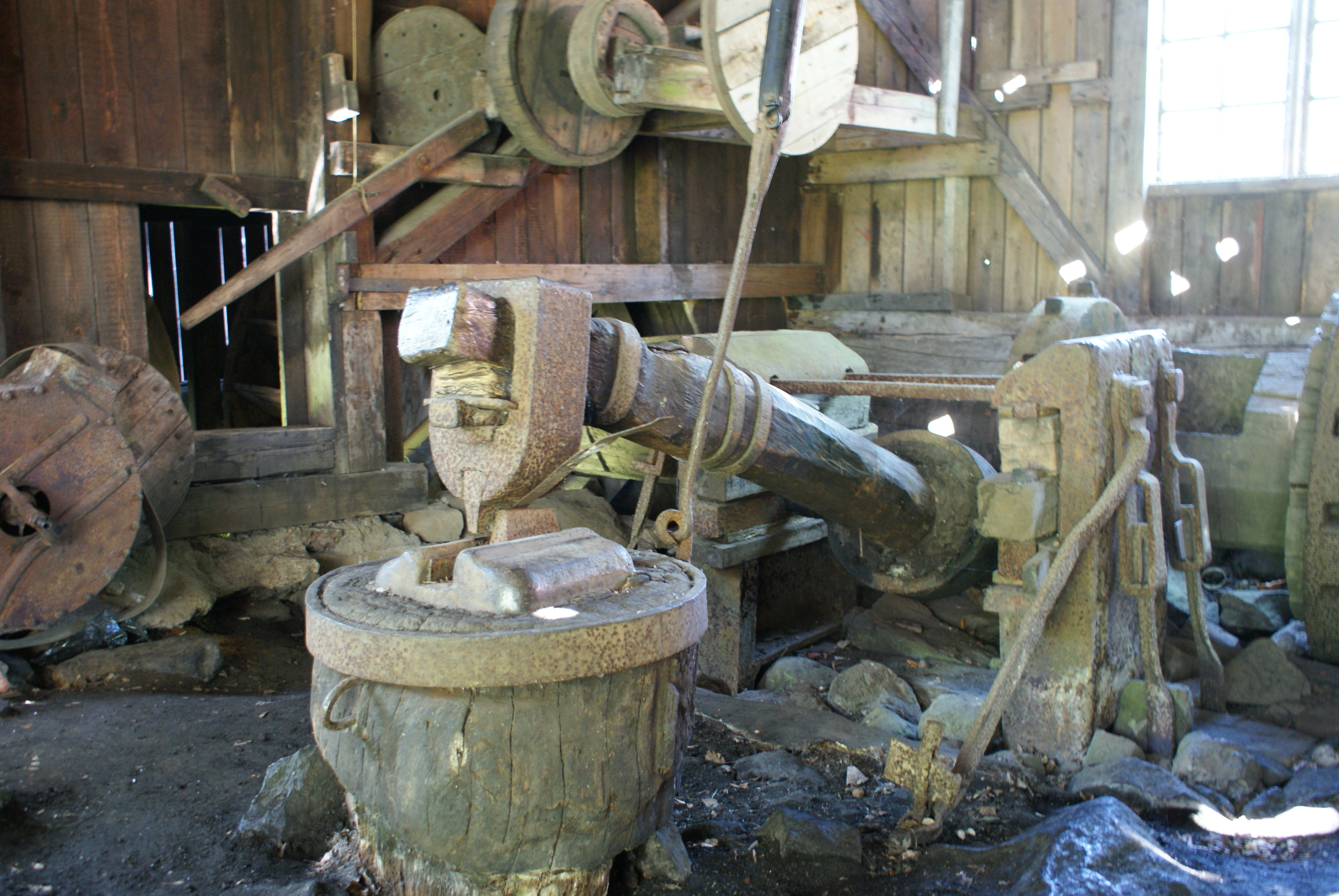
Knipphammare i Vira bruk i Uppland.

Knippsmed var en yrkesbeteckning på de smeder som arbetade vid en knipphammare. Knippsmedernas uppgift var att tillverka knippjärn som användes bland annat till att smida spadar, liar, knivar och med mera.